# مسجدالنبی
مسجدالنبی یا مسجد نَبوی یا مسجد پیغمبر، یکی از سه مسجد مهم مسلمانان است. دو مسجد دیگر‌ به ترتیب اهمیت مسجدالحرام و مسجدالاقصی هستند. به عقیده مسلمانان آرامگاه محمد، پیامبر اسلام در این مکان واقع شده‌است. به همین دلیل به حرم محمد یا حرم نبوی نیز مشهور است. مسجدالنبی از زیارتگاه‌های مهم مسلمانان به‌شمار می‌رود.
مسجد نبوی مسجدی تاریخی در مدینه است که در شرق شهر مدینه بنا شده‌است. در منابع اسلامی روایت شده این مسجد را محمد در سال نخست هجری و در نخستین روزهای ورود به مدینه به دست خود و به همراهی مهاجرین و انصار ساخت و آرامگاه محمد، که در منزل او واقع بود، پس از توسعه مسجد در آن قرار گرفت.

## تاریخچه

#### آهنگ ساخت مسجد
مطابق روایات، پس از پایان بنای مسجد قبا، محمد و مهاجران مکی، در میان استقبال انصار و مدینه، راهی مدینه شدند. همهٔ قبایل مسلمان‌شدهٔ یثرب و پیرامون آن ضمن خوش‌آمدگویی به محمد، از او می‌خواستند تا در خانه و قبیله آنها سکنی کند. ولی محمد ضمن قدردانی، انتخاب محل زندگی را به قضای الهی حواله کرد. ستور (مرکب)، کنار خانهٔ ابوایوب انصاری زانو زد و محمد آن‌جا مستقر شد و دعایی بدین مضمون خواند:
 «رَبِّ اَنزلنی مُنزَلاً مُبارَکاً، وَاَنتَ خَیرُالمُنزلینَ» یعنی «پروردگارا! در فرودگاهی خجسته فرودم آور، و تو بهترین فرودآورندگانی»

#### ساخت نخستین بنای مسجد
محمد از سهیل و سهل، یا سرپرست آنها، یا طایفهٔ بنونجار خواستار خریدن مربد شد. تا در آن‌جا خانه و مسجدی را بنا نهد. تاریخ‌نگاران به گواه منابع معتبر هم‌نظر اند که در ساخت نخست مسجد، محمد هم‌دوش با دیگر صحابهٔ بزرگ مهاجرین و انصار، کار می‌کرده‌است. بیهقی به روایت عبدالله بن عمر که مورد تصریح محمد بخاری در صحیح قرار گرفته، اشارهٔ خاصی می‌کند که: «مسجد پیامبر دارای دیوارها و پایه‌هایی از خشت خام بود و سقف آن با شاخه‌های درخت پوشیده و ستون‌هایش تنه‌های خرما بود.»
از دیدگاه الاقشهری، به استناد گفتهٔ عبداللهَ عمر، بنای مسجد در آن روزگار، سه درب داشته‌است: دربی سوی دیوار جنوبی مسجد، دربی به نام «عاتکه» در شمال دیوار باختری -که به باب‌الرحمة مشهور است- و درب سوم همان درب جبرئیل فعلی است که میانهٔ دیوار خاوری مسجد قرار داشته‌است.

#### روضه نبوی
روضه نبوی یا روضه شریفه یا روضه مبارکه مکانی در ناحیه جنوب شرقی مسجد و فاصلهٔ میان آرامگاه محمد و منبر او است که طول آن ۲۲ متر و عرض آن ۱۵ متر است. در این مکان فرش سبز رنگی پهن شده و آرامگاه، منبر و محراب در محدودهٔ آن قرار دارند. این مکان برای مسلمانان به علت سخنی از محمد مکانی مقدس و پرفضیلت است.

محمد در مورد این مکان گفته‌است:
«میان منبر و خانه من باغی است از باغ‌های بهشت و منبر من بر دری از درهای بهشت قرار دارد.»

#### ستون‌ها
در مسجد نبوی از آغاز ستون‌هایی شناخته شده و معروف وجود داشتند. از جمله ستون مُخَلَّقه (نمازگاه محمد) و ستون مهاجران یا ستون عایشه، ستون توبه، ستون السّریر، ستون مَحْرَسْ (منسوب به علی)، ستون وُفود، مقام جبرئیل (در خانه علی و فاطمه زهرا)، ستون تهجد، و ستون حنّانه هستند.

#### تغییر قبله
پس از تغییر سوی قبله از بیت‌المقدس (شمال غربی مسجد) به کعبه (جنوب مسجد)، محمد دربِ گشوده در دیوار جنوبی را مسدود کرد و درب دیگری گشود که شاید گفتهٔ حافظ محمد بن محمود بن نجار با واقعیت مطابق باشد که درب در دیوار شمالی و روبروی دربی بوده که پس از تغییر قبله بسته شده‌بود.
بیهقی از عباده روایت می‌کند که: «انصار مالی را گرد آورده به حضور محمد آوردند و پیش‌نهادند که مسجد را بازساخته بیارایند، و گفتند تا کی باید زیر این سقف که پوشال خرما است، نماز بگزاریم؟». محمد گفت: «سقف مسجد برادرم موسی نیز همچنین بود و من از روش او برنمی‌گردم».

#### نخستین گسترش‌ها
بنای مسجد همچنان ترکیب و شکل نخستش را تا ۷ (قمری) نگه داشت و در این روزگار تغییری نکرد. در سال هفتم هجری پس از فتح دژهای خیبر به دست مسلمانان به سوی مدینه بازگشتند. ضرورت توسعهٔ مسجد به‌خاطر افزایش روزانهٔ جمعیت مسلمانان، در نظر پیغمبر و اصحابش آمد. به گفتهٔ جعفر صادق محمد مسجد را از درازا و پهنا چنان فراخ کرد که چون مربع ۱۰۰× ۱۰۰ اَرَشی درآمد.
با توجه به برابری نسبی اَرَش با متر، مساحت مسجد در سال هفتم باید ۲۴۳۳ متر مربع شده‌باشد. این متراژ عینی از بنای مسجد، طبق معیارهای نقشه‌ای که کارشناسان ترک در اواخر سدهٔ ششم خورشیدی که ۲۴۷۵ متر مربع ارائه داده‌اند، مطابقت دارد.

#### خاکسپاری محمد

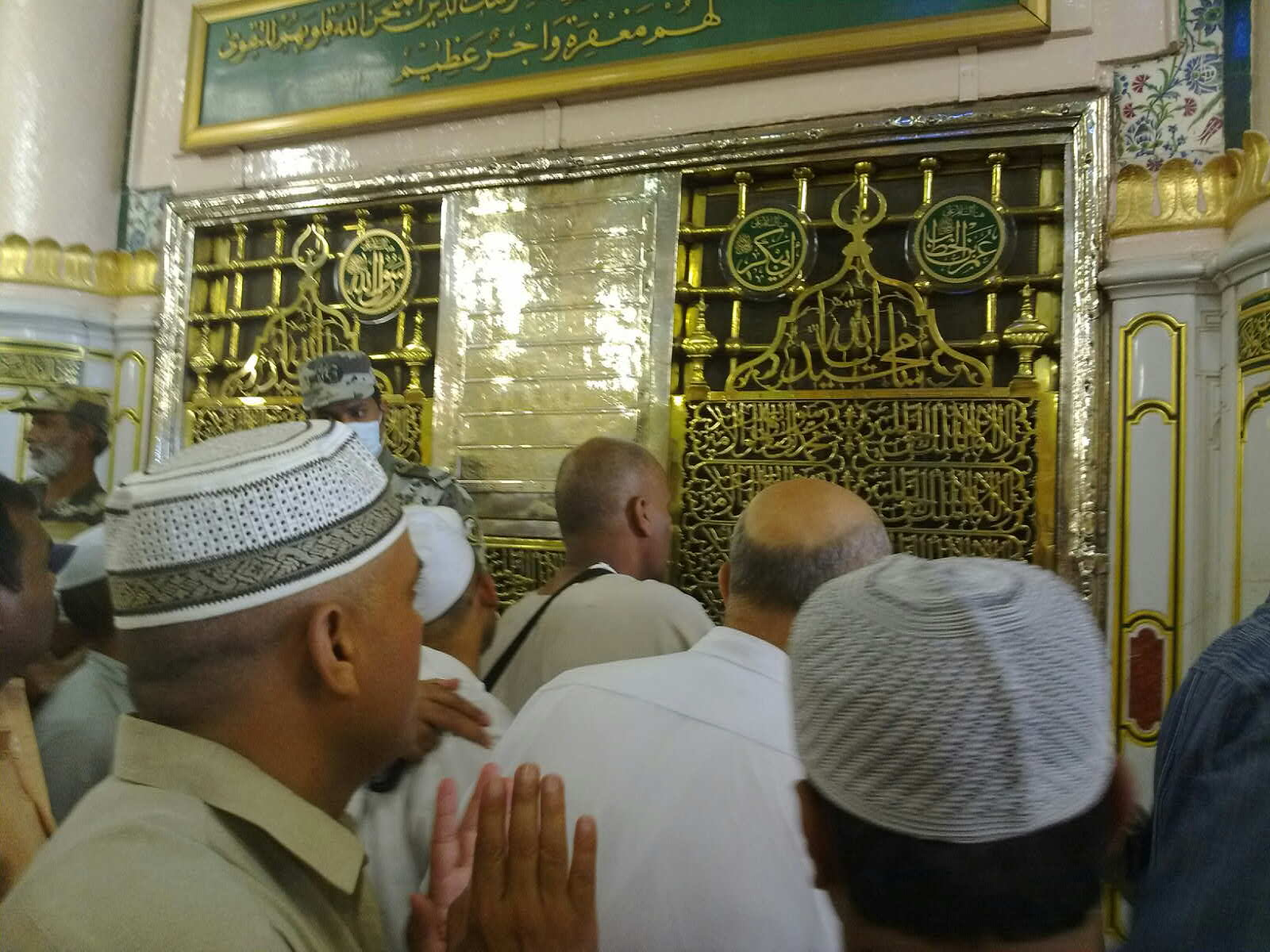
ضریح محمد، ابوبکر و عمر

به اعتقاد مسلمانان، پس از درگذشت محمد او را در خانه‌اش (اتاق عایشه) به خاک سپردند. در جریان توسعه مسجد النبی، این مکان در مسجد واقع شد. پس از مرگ ابوبکر و عمر آن‌ها را کنار آرامگاه محمد به خاک سپردند.

### حرم در زمان عمر بن خطاب

#### گسترش
عمر بن خطاب با توجه به فراوانی و انبوهی مسلمانان در مسجد النبی و نبود جای کافی برای برگزاری فرایض و اعتکاف و نیایش و زیارت، تصمیم گرفت تعدادی از خانه‌های اطراف مسجد را برای توسعهٔ مسجد ویران کند. او برای این کار لازم دید که خانهٔ عباس بن عبدالمطلب را خراب کرده به مسجد بیفزاید. ولی عباس راضی به فروش یا بخشش خانه نشد، پس درگیر شدند. پس از این که ابی بن کعب در حکمیت خود حق را به عباس بن عبدالمطلب داد وی گفت «اکنون که فرمان خدا روشن شد خانه‌ام را به مسلمانان می‌بخشم». در هر صورت، خلیفهٔ دوم پس از دست‌یابی به خانهٔ عباس و خریداری بخشی از خانهٔ جعفر بن ابی‌طالب برادر علی مسجد را گسترش داد.
مورخان مدینه عموماً با توجه به حدیث پسر عمر که گفته‌است: «درازای مسجدالنبی پس از توسعه در زمان خلیفهٔ دوم، از قبله به شام، ۱۴۰ اَرَش و از شرق به غرب ۱۲۰ اَرَش بوده‌است.» چنین نتیجه گرفته‌اند که عمر حدوداً به سمت جنوبی مسجد ۲۰ اَرَش و به سمت شامی یا شمالی مسجد ۴۰ اَرَش افزوده است. چون در قسمت خاوری دیوار مسجد، حجره‌های همسران قرار داشته، عمر در آنجا تصرف و تغیری به‌وجود نیاورد. پس مجموع کل مساحت توسعه‌یافته، حدود ۱۲۱۶ مترمربع بوده‌است. این مساحت بر اساس ذرع ید با آنچه را که مهندسان با متراژ بنای فعلی برای تعیین حدود مسجد در زمان خلیفه دوم ارائه داده‌اند، یعنی ۱۱۰۰ مترمربع چندان اختلافی ندارد و می‌توان آن مستندات تاریخی را درست دانست.

#### درها
پس از گسترش، در محل قرارگیری درهای بزرگ مسجد به غیر از درهای دیرینهٔ عاتکه، جبرئیل، و شامی تغییراتی حاصل و دو در دیگر بدان افزود و مسجد داری ۶ در شد:
1. درب مروان در دیوار باختری، که به «باب‌السلام» مشهور است. دوباره روبه‌روی همان جهتی که پیش‌تر بوده، جلوتر کشیده شد.
2. درب عاتکه در دیوار خاوری که «باب‌الرحمة» می‌نامند.
3. درب جبرئیل در دیوار شرقی مسجد، همچنان باقی ماند. زیرا در آن سمت، توسعه یا تغییراتی صورت نپذیرفت.
4. درب زنان در بخش شمالی دیوار خاوری مسجد بنا شد که به اختلاف آن را از ساخته‌های خلیفهٔ دوم اهل سنت گفته‌اند.
5. دو در در دیوار شمالی یا سویهٔ شامی مسجد

#### خاک‌سپاری عمر
پس از کشته شدن عمر، او را در کنار قبر محمد و ابوبکر به خاک سپردند. امروزه نیز قبر این سه هنوز در آنجا است.

### حرم در زمان عثمانِ عفان

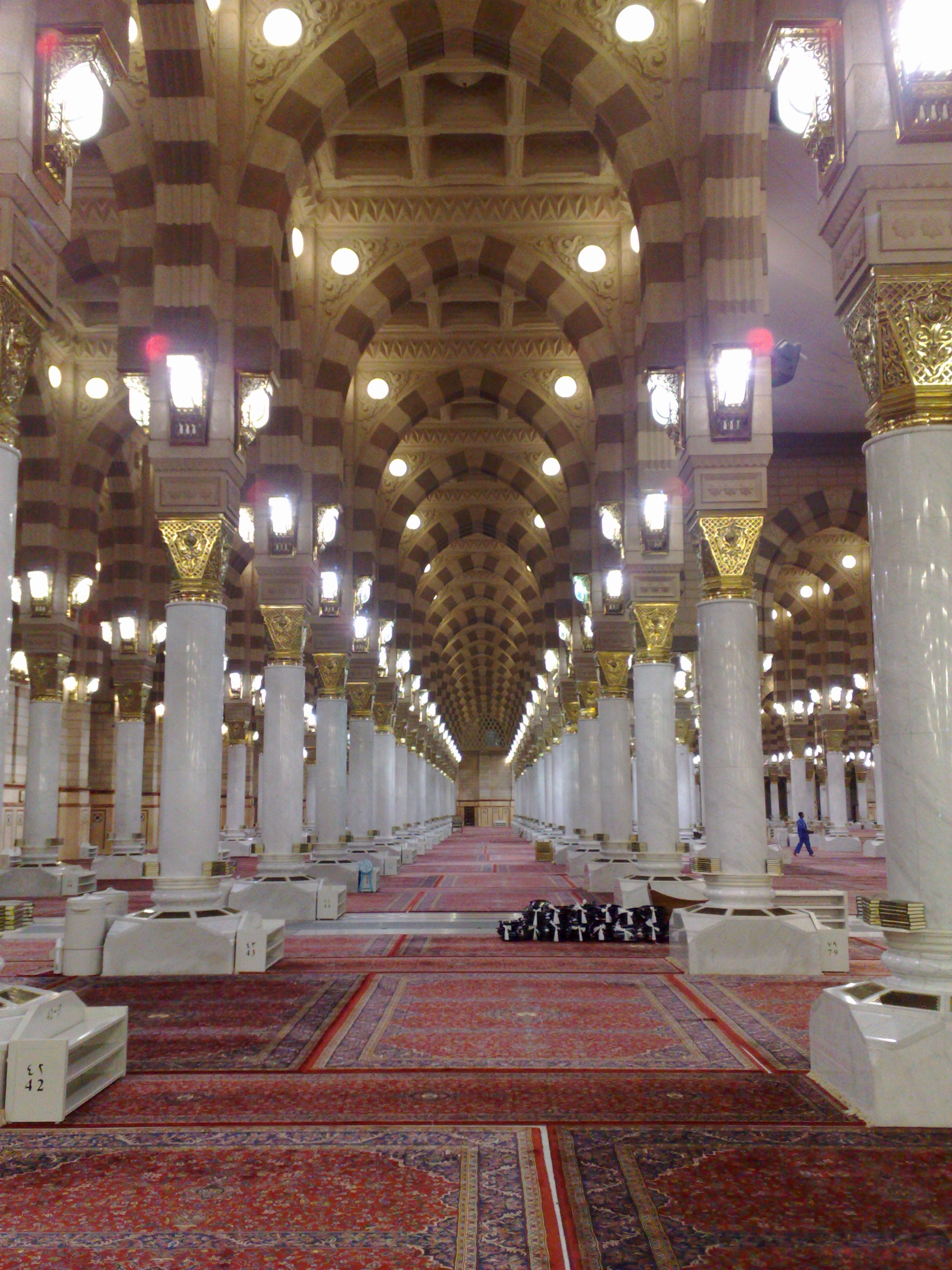
مسجدالنبی امروزه توسعه بسیار یافته‌است و پذیرای جمعیت میلیونی زائران است.

افزایش روزافزون جمعیت مسلمانان در شهر مدینه و مهاجرت قبایل مسلمان سوی مدینه، گسترش مسجد را ضروری کرده‌بود. بنای مسجد در زمان خلیفهٰ سوم عثمان فرسوده و دیوارها و ستون‌های آن رو به پوسیدگی نهاده‌بود. در سال ۲۴ ه‍جری قمری که شورای شش‌نفره عمر، عثمان را به خلافت رساند مردم مدینه به دلیل ازدیاد مردم و کمی جا در مسجد به‌ویژه در نماز جمعه خواستار گسترش مسجد شدند و او پذیرفت.
عثمان ساختمان مسجد را تغییر داد و به مساحت آن افزود. دیوارها را با سنگ‌های نقش و نگاردار و ستون‌ها را با سنگ‌های تراشیده و نگاشته بازساخت، و سقف را با چوب ساج ترمیم کرد. اساساً عثمان بنای مسجد النبی را از حالت نخستین و سادگی و بی‌آرایگی بیرون آورد. ساختمان دیرین مسجد از بن برچیده و بنای تازه‌ای با مساحت بیشتری جایگزین شد. زهری می‌گوید: «عثمان مسجدالنبی را توسعه داد و ده‌هزار درم سیم را از اموال خود صرف آن نمود.»

### حرم در زمان امویان

#### حرم در زمان عمرِ عبدالعزیز
در سال ۸۶ قمری ولید بن عبدالملک به خلافت رسید و عمر بن عبدالعزیز را به فرمانداری مکه و مدینه گماشت. ولید بودجهٔ کلانی را در اختیار عمر گذاشت تا زمین و خانه‌هایی را که برای توسعه و نوسازی مسجد باید بدان پیوندد، بخرد. محمد بن جریر طبری در ذیل سخن از حوادث سال ۸۸ می‌گوید: «درهمین سال ولید عبدالملک گفت مسجد پیغمبر خدا را ویران کنند و خانهٔ همسران پیغمبر را نیز ویران کنند و در مسجد بیندازند».
عمر عبدالعزیز طول مسجدالنبی را ۲۰۰ ذراع و عرض آن را از قسمت جنوبی ۲۰۰ ذراع و از قسمت شمالی به ۱۸۰ ذراع رسانید. یعنی پس از توسعهٔ عثمان به مسجدالنبی افزوده شده در ضلع جنوبی خاور به باختر مسجد، حدود پنجاه اَرَش، و بَرِ شمالی آن حدود چهل اَرَش و درازای مسجد از قبله به شام (جنوب به شمال) حدود چهل اَرَش است. مساحت کل مسجد در زمان عمر بن عبدالعزیز روی‌هم حدود شش‌هزار و چهارصد و چهل متر مربع بود.
چهل کارگر رومی با یکصدهزار مثقال طلا، چندین بار کاشی‌های رنگارنگ، قندیل‌های درزنجیر زرین‌کشیده، کار بازسازی را انجام دادند. عمر عبدالعزیز در طول کار به آنها پاداش و خلعت می‌داد. ستون‌های سنگی تراشیده با روکش‌های فلزی، دیوارهای بلند و گچ‌کاری‌شده و کاشی‌کاری آنها و برپایی دیواربست‌ها، نگارگری سقف و زیورآرایی آن به چوب ساج و جایگزینی بنای استوار سنگی بجای خانه‌های گِلی محمد و… چنان بود که تا آن هنگام بنایی مانند آن در شبه‌جزیرهٔ عربستان نبود. این بازسازی‌ها و نوسازی‌ها به گفتهٔ محمدِ جریر طبری، ابن زباله و ابن نجار از سال ۸۸ تا ۹۱ ه‍.ق برابر ۸۵ تا ۸۹ ه‍.خ به درازا کشید.
نخستین‌بار آیات قرآن بر کاشی‌ها و دیوارهای مسجدالنبی نوشته شدند. ابن نجار تصریح کرده‌است که کل سوره‌های والشمس تا ناس را بر دیوارهای مسجد نگاشته و چهار گلدسته در چهار گوشهٔ مسجد برپا کردند که به گفتهٔ ابن زباله و دیگر مستندات، بزرگ‌ترین آن‌ها ۶۰ اَرَش درازا داشت و کوچکترین آن منارهٔ باختری شامی بود.

### دوران مدرن
در دهه ۱۹۸۰ ملک فهد، پادشاه درگذشته عربستان سعودی مسئولیت نظارت بر گسترش مسجدالحرام در مکه و مسجدالنبی در مدینه را به محمد کمال اسماعیل داد.

## نوسازی و گسترش‌ها
| گسترش یافتن       | تاریخ گسترده‌سازی                                        | دوران                                    | به فرمان/اجراکننده                         | مساحت کلی (متر مربع)  | درصد افزایش | تعداد درها | شمار مناره‌ها‌های اذان | ملاحظات                                                                                            |
| ----------------- | ------------------------------------------------------- | ---------------------------------------- | ------------------------------------------ | --------------------- | ----------- | ---------- | -------------------- | -------------------------------------------------------------------------------------------------- |
| ساخت مسجد         | ۱ (قمری) ۶۲۲ (میلادی)                                   | پیامبری محمد                             | محمد                                       | ۱٬۰۵۰                 | -           | ۳          | -                    | آغاز ساخت                                                                                          |
| یکم               | ۷ (قمری) ۶۲۸ (میلادی)                                   | پیامبری محمد                             | محمد                                       | ۲٬۴۷۵                 | ۱۳۶٪        | ۳          | -                    | پس از غزوه خیبر                                                                                    |
| دوم               | ۱۷ (قمری) ۶۳۸ (میلادی)                                  | خلافت راشدین                             | عمر بن خطاب                                | ۳٬۵۷۵                 | ۴۴٫۴٪       | ۶          | -                    | ساخت صحن (البطیحاء) برای مسجد                                                                      |
| سوم               | ۲۹ (قمری) - ۳۰ (قمری) ۶۴۹ (میلادی) - ۶۵۰ (میلادی)       | خلافت راشدین                             | عثمان بن عفان                              | ۴٬۰۷۱                 | ۱۳٫۹٪       | ۶          | -                    | پایان گسترش قسمت جنوبی                                                                             |
| چهارم             | ۸۸ (قمری) - ۹۱ (قمری) ۷۰۷ (میلادی) - ۷۱۰ (میلادی)       | خلافت امویان                             | عمر بن عبدالعزیز به دستور ولید بن عبدالملک | ۶٬۴۴۰                 | ۵۸٫۲٪       | ۲۰         | ۴                    | خانه‌های محمد را به درون مسجد آورده شد ساخت مناره برای نخستین بار ساخت محراب تو خالی برای اولین بار |
| پنجم              | ۱۶۱ (قمری) - ۱۶۵ (قمری) ۷۷۹ (میلادی) - ۷۸۲ (میلادی)     | خلافت عباسیان                            | مهدی                                       | ۸٬۸۹۰                 | ۳۸٪         | ۲۴         | ۳                    | -                                                                                                  |
| ترمیم و بهبودسازی | ۶۵۴ (قمری) ۱۲۷۵ (میلادی)                                | پایان خلافت عباسیان شروع سلطنت مملوک مصر | آن را مستعصم شروع و بیبرس تکمیل کرد        | ۸٬۸۹۰                 | ۰٪          | ۲۴         | ۳                    | پس از آتش‌سوزی اول                                                                                  |
| ترمیم و بهبودسازی | ۸۸۱ (قمری) ۱۴۷۶ (میلادی)                                | سلطنت مملوک مصر                          | قایتبای                                    | ۸٬۸۹۰                 | ۰٪          | ۲۴         | ۳                    | -                                                                                                  |
| ششم               | ۸۸۶ (قمری) - ۸۸۸ (قمری) ۱۴۸۱ (میلادی) - ۱۴۸۳ (میلادی)   | سلطنت مملوک مصر                          | قایتبای                                    | ۹٬۰۱۰                 | ۱٫۳٪        | ۴          | ۴                    | پس از آتش‌سوزی دوم مسجد                                                                             |
| ترمیم و بهبودسازی | ۹۴۷ (قمری) ۱۵۴۰ (میلادی)                                | امپراتوری عثمانی                         | سلیمان یکم                                 | ۹٬۰۱۰                 | ۰٪          | ۴          | ۴                    | -                                                                                                  |
| هفتم              | ۱۲۶۵ (قمری) - ۱۲۷۷ (قمری) ۱۸۴۹ (میلادی) - ۱۸۶۰ (میلادی) | امپراتوری عثمانی                         | عبدالمجید یکم                              | ۱۰٬۳۰۳                | ۱۴٫۴٪       | ۵          | ۵                    | عمارت اصلی در امپراتوری عثمانی                                                                     |
| هشتم              | ۱۳۷۲ (قمری) - ۱۳۷۵ (قمری) ۱۹۵۲ (میلادی) - ۱۹۵۵ (میلادی) | عربستان سعودی                            | ملک عبدالعزیز                              | ۱۶٬۳۲۷                | ۵۸٫۵٪       | ۱۰         | ۴                    | هزینه ۵۰ میلیون ریال سعودی                                                                         |
| نهم               | ۱۴۰۶ (قمری) - ۱۴۱۴ (قمری) ۱۹۸۵ (میلادی) - ۱۹۹۴ (میلادی) | عربستان سعودی                            | فهد بن عبدالعزیز                           | ۹۸٬۳۲۷ و۲۳۵٬۰۰۰ صحن‌ها | ۵۰۲٪        | ۴۱         | ۱۰                   | بیش‌ترین گسترش                                                                                      |

## همچنین ببینید
- بقیع
- کوه احد
- مسجد قبا
- مسجد ذوقبلتین
- رمضان در اسلام
- زکات فطره
- روزه در اسلام
- افطار
- عید فطر
- فروع دین
- تعطیلات اسلامی
- روز عرفه
- رویداد مباهله
- فانوس رمضان
- معراج
- میلاد پیامبر
- نیمه شعبان
- چله روزه
- جمعة الوداع
- رمضان (ماه)
- رمضان در ایران
- آریایی
- شب احیا
- مجادله جنگ علیه اسلام
- ابن صوفی
- المجدی
- مکاشفه (مذهب)
- ابن عنبه
- صلوات
- کعبه
- کوه صفا و مروه
- جبل النور
- سرزمین منا
- جبل الرحمه